# Fenwick Island
Fenwick Island é uma vila localizada no estado americano de Delaware, no condado de Sussex.

## Geografia
De acordo com o United States Census Bureau, a vila tem uma área de 1,2 km², onde 0,8 km² estão cobertos por terra e 0,4 km² por água.

### Localidades na vizinhança
O diagrama seguinte representa as localidades num raio de 16 km ao redor de Fenwick Island.

## Demografia
Segundo o censo nacional de 2010, a sua população é de 379 habitantes e sua densidade populacional é de 443,4 hab/km². Possui 764 residências, que resulta em uma densidade de 893,9 residências/km².